# Carl McIntire
Pour les articles homonymes, voir McIntire.
Carl McIntire (17 mai 1906 - 19 mars 2002) fut le fondateur et un pasteur de l'Église presbytérienne biblique, fondateur et président du Conseil international des églises chrétiennes et du  Conseil américain des églises chrétiennes, et un animateur de radio religieuse populaire, qui s'identifiait lui-même fièrement comme un chrétien fondamentaliste. Le nom de baptême de McIntire est Charles Curtis McIntire Jr., mais il fut appelé Carl depuis sa tendre enfance.

## Jeunesse et formation
Né à Ypsilanti dans le Michigan, Carl McIntire fut le plus âgé des quatre enfants de Charles Curtis McIntire, un ministre du culte presbytérien et titulaire d'un diplôme supérieur en lettres de l'Université de Princeton, et Hettie Hotchkin McIntire.  Le père de McIntire fut pasteur à Salt Lake City, mais en 1912 il souffrit d'une dépression et fut hospitalisé. Celui-ci divorça d'avec sa femme qui éleva, seule, les enfants à Durant en Oklahoma, où elle servit comme doyenne des femmes au Southeastern State Teachers College (maintenant le Southeastern Oklahoma State University). Carl McIntire termina ses études au lycée de Durant et poursuivit ses études à l'Université d'État de Southeastern, où il devint un débatteur primé au niveau interuniversitaire et président du corps étudiant durant ses dernières années. Durant ses dernières années, il alla au Park College  à Parkville dans le Missouri, où il reçut un diplôme de licencié en lettres avant d'entrer au Séminaire théologique de Princeton, dans le New Jersey, en 1928 pour se préparer à la charge de ministre du culte presbytérien. Pendant ce temps là il travailla comme gardien et vendit des cartes aux fermiers en faisant du porte à porte à Caddo County dans l'Oklahoma.
Durant les années 1920, le séminaire de Princeton fut mêlé à la controverse entre les chrétiens fondamentalistes et les chrétiens modernistes qui perturba l'Église presbytérienne (États-Unis) aussi bien que les autres dénominations protestantes.  McIntire devint un soutien solide de John Gresham Machen, un professeur conservateur chargé du Nouveau Testament.  Avec Machen, McIntire s'opposa à la réorganisation du séminaire en 1929 qui vit l'apparition d'éléments libéraux au sein de l'église. Il suivit son mentor et trois autres professeurs de Princeton pour fonder le Séminaire théologique de Westminster, où il compléta sa licence de théologie en 1931.
En mai 1931, il se maria avec Fairy Eunice Davis de Paris au Texas, qu'il a rencontré quand ils étaient étudiants à  Southeastern, et qui devint professeur d'anglais de lycée pendant que McIntire terminait le séminaire. Ils ont eu trois enfants.
Après la mort de Fairy Davis McIntire en 1992, McIntire se maria avec Alice Goff, la responsable administrative de l'église avec qui il avait travaillé durant de nombreuses années.

## Fondation de l'Église Presbytérienne Biblique
En 1931, McIntire fut ordonné pasteur dans l'église presbytérienne des États-Unis d'Amérique, en servant pendant deux mois à l'église presbytérienne de Chelsea, à Atlantic City dans le New Jersey. En 1933, il fut appelé à l'église presbytérienne de Collingswood dans le New Jersey,à côté de Philadelphie, la plus grande église du Presbytère de West Jersey. McIntire resta un résident de Collingswood dans le New Jersey pour le reste de sa vie.La société missionnaire des femmes de l'église de Collingswood attira son attention sur la vision moderniste du livre d'étude des missions promu par le bureau des missions étrangères de l'Église. McIntire rejoignit le camp conservateur dans la controverse entre fondamentalistes et modernistes, et en 1934, à l'invitation de Machen, il devint un membre fondateur du Bureau indépendant pour les missions presbytériennes étrangères, une agence considérée comme une alternative au bureau de la mission de l'Église que les conservateurs accusaient de soutenir des missionnaires théologiquement libéraux. L'Église presbytérienne considéra le nouveau bureau comme une atteinte à son autorité et demanda aux ministres du culte d'abandonner. Après qu'ils refusèrent, Machen, McIntire, et sept autres pasteurs furent convoqués par une cour ecclésiastique en 1935-36 . Les membres du bureau perdirent, et ils renoncèrent au ressort de l'Église presbytérienne, comme à l'église presbytérienne de Collingswood, seulement une toute petite minorité de ses membres refusèrent de soutenir le jeune pasteur.
En 1936 McIntire rejoignit Machen et les autres ministres du culte pour fonder l'Église Presbytérienne d'Amérique, renommée plus tard en Église presbytérienne orthodoxe. La nouvelle Église attira de nombreux partisans d'autres traditions réformées, ce qui compliqua les efforts de l'Église pour se définir elle-même. Un débat surgit bientôt dans la jeune Église en ce qui concerne l'eschatologie, les traditions presbytériennes, l'usage de l'alcool et du tabac, et la place de l'activité politique. McIntire et d'autres personnes partirent en 1937 pour former l'Église Presbytérienne Biblique, qui partageait des caractéristiques en accord avec celles des fondamentalistes et en contraste avec les traditions réformées, favorisant l'engagement politique, une eschatologie prémillénariste, et l'abstinence en ce qui concerne l'usage du tabac et de l'alcool.
En avril 1938, après que l'église de Collingswood perdit son procès pour le contrôle de la propriété de l'église, la congrégation quitta en masse leur impressionnant immeuble gothique et suivit McIntire dans une immense tente érigée à quelques pâtés de maisons à l'est de l'avenue principale et au croisement de l'avenue Haddon et du boulevard  Cuthbert. En mai 1938, la congrégation se déplaça dans un « Tabernacle » en bois et en novembre 1957, dans une église au style néo colonial avec un grand clocher « roitelet ». L'église avait plus qu'un millier de places. Une école du dimanche fut construite sur le lieu de la précédente tente, et le Tabernacle remis en valeur devint un centre actif.

## Expansion du ministère

### Christian Beacon
En février 1936, durant une série de voyages pastorales, McIntire lança un hebdomadaire, le Christian Beacon pour donner plus de voix à son message. L'église de Collingswood a toujours imprimé nombre de ses sermons, et les services de l'église les a diffusé à la radio dans la région de Philadelphie. Durant les quarante années suivantes, McIntire publiera douze ouvrages, et une centaine de pamphlets, brochures, sermons, discours, et de documentaires en portfolio.

### Twentieth-Century Reformation Hour
En mars 1955, McIntire lança un programme de radio journalier de trente minutes, The Twentieth Century Reformation Hour,  dans lequel figurait les commentaires de McIntire sur des affaires politiques et religieuses. Le programme de radio commençait généralement par un commentaire sur la Bible, suivi par un monologue de McIntire sur un grand nombre de sujets, dont l'apostasie dans les églises traditionnelles, le libéralisme au gouvernement, l'opposition à la coexistence avec le communisme, et les questions culturelles du moment, dont les jeux d'argent, l'éducation sexuelle, et la fluoration de l'eau. Un pasteur associé de l'église de Collingswood, Charles Richter, connu par les auditeurs comme « Amen Charlie,  » régulièrement apportait son soutien aux déclarations de McIntire. Durant les années 1960,le programme pouvait être écouté par le biais de 600 stations de radio—bien que l'inexactitude de McIntire avec les nombres devint légendaire.  En 1965, McIntire acheta la station de radio, la  WXUR, en Pennsylvanie, même si techniquement le propriétaire était le Séminaire théologique de la foi  (Faith Theological Seminary).

## Théologie
McIntire se considérait lui-même comme étant avant tout un pasteur et un prédicateur. Ses sermons furent souvent marqués par l'exégèse, et il procédait systématiquement à travers les livres de la Bible. Il conseillait à sa congrégation de lire la Bible en entier chaque année. Pour McIntire le terme « fondamentaliste » inclut un attachement aux fondamentaux historiques de la religion chrétienne telle que le définit la Confession de foi de Westminster, les standards doctrinaux de l'église presbytérienne et par le Symbole des Apôtres et le Symbole de Nicée. Il était un calviniste qui croyait que l'Institution de la religion chrétienne de Jean Calvin, la confession de Westminster, et les petits et grands Catéchismes de Westminster était l'épine dorsale de la foi chrétienne.
McIntire soutenait la doctrine de la séparation, qui est basé sur 2 Corinthiens 6:17: « C'est pourquoi, Sortez du milieu d'eux, Et séparez-vous, dit le Seigneur; Ne touchez pas à ce qui est impur, Et je vous accueillerai. » Pour McIntire, la séparation donnait la primauté à la pureté de l'église par opposition à l'apostasie, au détachement de la foi historique chrétienne de ceux dont il pensait qu'il s'était engagé dans le libéralisme théologique. Comme de nombreux autres fondamentalistes de la période, McIntire se sépara de groupes évangéliques comme la National Association of Evangelicals (NAE), dont il pensait qu'elle était compromise avec le libéralisme de la National Council of Churches. Il rejeta rapidement le néo-évangélisme de Billy Graham bien avant la croisade évangélique de 1957 de Graham à New York, parce que l'organisation de Graham avait accepté l'aide de ceux que McIntire considérait comme libéraux.

## Ouvrages de Carl McIntire
- A Cloud of Witnesses or Heroes of the Faith (Un nuage de témoins ou les héros de la foi) (Philadelphie: Pinebrook Press, 1938; seconde édition, Collingswood: Christian Beacon Press, 1965), sermons sur Hébreux 11:1-12:2
- Twentieth Century Reformation (Collingswood: Christian Beacon Press, 1944)
- The Rise of the Tyrant: Controlled Economy vs Private Enterprise(L'ascension du tyran:l'économie collectiviste contre l'entreprise privée)   (Collingswood: Christian Beacon Press, 1945)
- Author of Liberty (Auteur de la liberté) (Collingswood: Christian Beacon Press, 1946; seconde édition, 1963)
- For Such a Time as This: The Book of Esther (Collingswood: Christian Beacon Press, 1946) – sermons
- Modern Tower of Babel(La tour moderne de Babel) (Collingswood: Christian Beacon Press, 1949
- Better Than Seven Sons (Mieux que sept fils)(Collingswood: Christian Beacon Press, 1954) – sermons sur le livre de Ruth
- The Wall of Jerusalem Also Is Broken Down (Le mur de Jérusalem s'est effondré aussi)(Collingswood: Christian Beacon Press, 1954) – sermons sur le livre de Néhemie.
- Servants of Apostasy (Les serviteurs de l'apostasie)(Collingswood: Christian Beacon Press, 1955)
- The Epistle of Apostasy: the Book of Jude(L'épitre de l'apostasie:le livre de Jude) (Collingswood: Christian Beacon Press, 1958) – sermons
- The Death of the Church (La mort de l'Église) (Collingswood: Christian Beacon Press, 1967)
- Outside the Gate (De l'autre côté du pont) (Collingswood: Christian Beacon Press, 1967)

## Sources
Les sources sur Carl McIntire sont essentiellement en anglais.
- (en) Cet article est partiellement ou en totalité issu de l’article de Wikipédia en anglais intitulé « Carl McIntire » (voir la liste des auteurs).

- De nombreuses sources pour cet article peuvent être trouvés sur le site CarlMcIntire.org.
- International Council of Christian Churches website.
- K. C. Quek, ed., The McIntire Memorial: Carl McIntire, 1906-2002 (Seoul, Korea: Truth & Freedom Publishing Company, 2005).
- Margaret G. Harden, comp., A Brief History of the Bible Presbyterian Church and Its Agencies, (publié à compte d'auteur, [1966]).
- The Bible Presbyterian Church of Collingswood: for the Glory of God (Collingswood BPC, 1957).
- 40 Years…Carl McIntire and the Bible Presbyterian Church of Collingswood, 1933-1973, écrit par Ethel Rink (Collingswood: Christian Beacon Press, 1973).
- Carl McIntire's 50-Year Ministry in the Bible Presbyterian Church of Collingswood, New Jersey (Collingswood: Christian Beacon Press, 1983).
- ICCC Silver Jubilee, 1948-1973 (Collingswood: Christian Beacon Press, 1973).
- John Fea, « Carl McIntire: From Fundamentalist Presbyterian to Presbyterian Fundamentalist, » American Presbyterian 72:4 (Hiver 1994), 253-68.
- Heather Hendershot, « God's Angriest Man: Carl McIntire, Cold War Fundamentalism, and Right-Wing Broadcasting, » American Quarterly, 59 (juin 2007), 373-96.
- Douglas Martin, “Carl McIntire, 95, Evangelist and Patriot, Dies, ”  New York Times, 22 mars 2002.
- David O. Beale, In Pursuit of Purity: American Fundamentalism Since 1850 (Greenville, S.C.: Unusual Publications, 1986), 323-30.
- Shelley Baranowski, “Carl McIntire, ” dans l'ouvrage Charles Lippy, ed., Twentieth-Century Shapers of American Religion (Westport, Conn.: Greenwood Press, 1989), 256-63.